# جیکوپو داوانزی

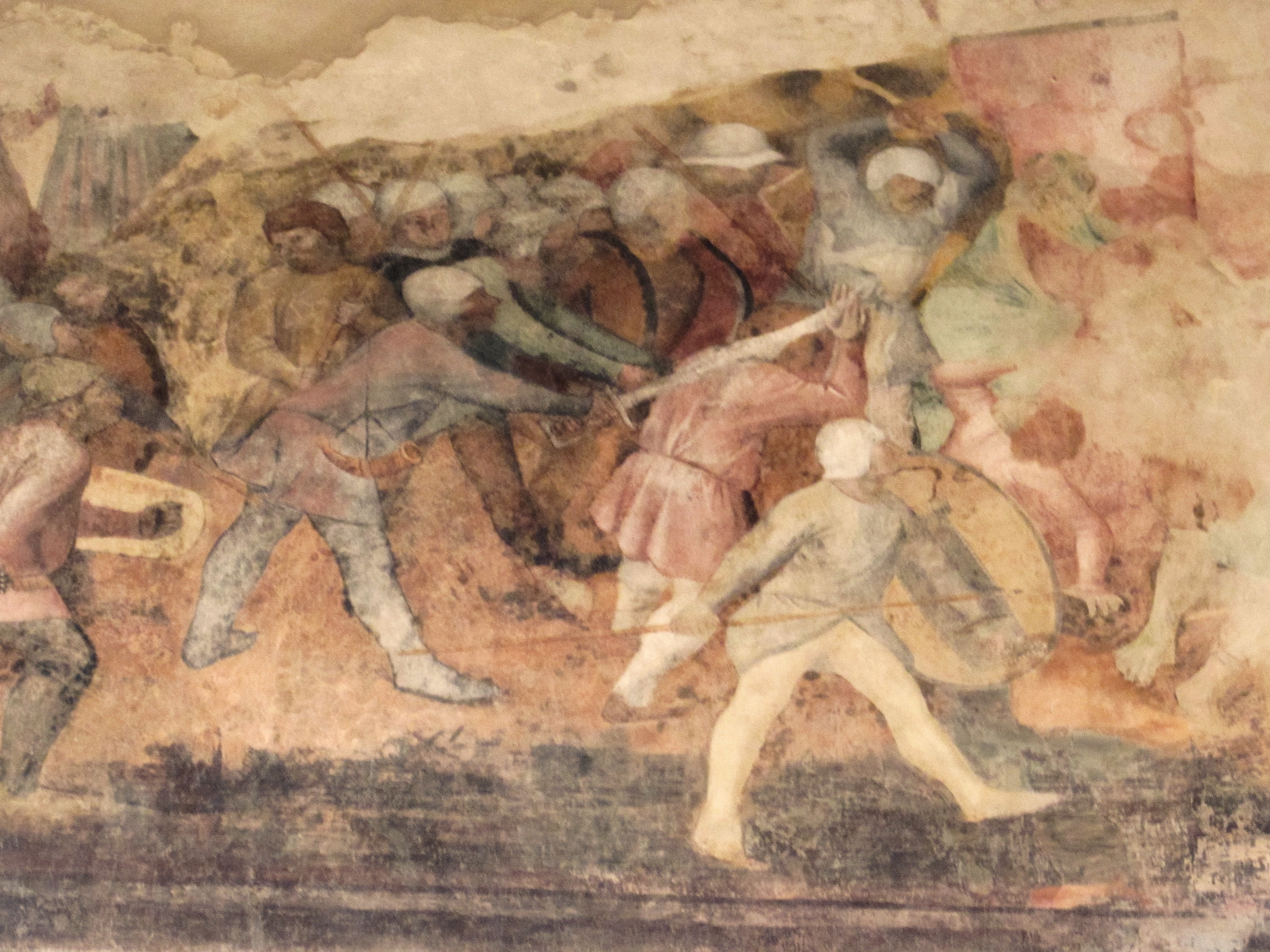
جیکوپو داوانزی

جیکوپو داوانزی (ایتالیایی: Jacopo d'Avanzi) نقاش اهل ایتالیا در دوران رنسانس بود.